# Pobórze
Pobórze (deutsch Poburzen) ist ein Ort in der polnischen Woiwodschaft Ermland-Masuren. Er gehört zur Gmina Ostróda (Landgemeinde Osterode in Ostpreußen) im Powiat Ostródzki (Kreis Osterode in Ostpreußen).

## Geographische Lage
Pobórze liegt am Poburzener Wasser (polnisch Poburzanka) im Westen der Woiwodschaft Ermland-Masuren, elf Kilometer südlich der Kreisstadt Ostróda (deutsch Osterode in Ostpreußen).

## Geschichte
Das damalige Pobursen wurde 1484 erstmals urkundlich erwähnt. Es bestand aus ein paar kleinen Gehöften. Die Landgemeinde Poburzen gehörte zwischen 1874 und 1945 zum Amtsbezirk Groß Nappern (polnisch Naprom) im Kreis Osterode in Ostpreußen.
Im Jahre 1910 waren in Poburzen 44 Einwohner registriert. Ihre Zahl belief sich 1933 auf 46 und 1939 auf 40.
In Kriegsfolge fiel Poburzen 1945 mit dem gesamten südlichen Ostpreußen an Polen. Das Dorf erhielt die polnische Namensform „Pobórze“ und ist heute eine Ortschaft innerhalb der Landgemeinde Ostróda (Osterode i. Ostpr.) im Powiat Ostródzki (Kreis Osterode in Ostpreußen), bis 1998 der Woiwodschaft Olsztyn, seither der Woiwodschaft Ermland-Masuren zugehörig.

## Kirche
Bis 1945 war Poburzen in die evangelische Kirche Groß Schmückwalde (polnisch Smykowo) in der Kirchenprovinz Ostpreußen der Kirche der Altpreußischen Union, außerdem in die römisch-katholische Kirche Osterode i. Ostpr. eingepfarrt.
Heute gehört Pobórze evangelischerseits zur Kirchengemeinde Ostróda in der Diözese Masuren der Evangelisch-Augsburgischen Kirche in Polen sowie katholischerseits zur Pfarrei Brzydowo (Seubersdorf) mit der Filialkirche Smykówko (Klein Schmückwalde) im Erzbistum Ermland.

## Verkehr
Pobórze ist auf einer Nebenstraße zu erreichen, die bei Smykowo (Groß Schmückwalde) von der Kreisstraße (polnisch Droga powiatowa (DP)) 1232N abzweigt und über Jankowiec (Jonasdorf) direkt nach hier führt. Eine Bahnanbindung besteht nicht.